# Phronia versuta
Phronia versuta är en tvåvingeart som beskrevs av Gagne 1975. Phronia versuta ingår i släktet Phronia och familjen svampmyggor.
Artens utbredningsområde är Oregon. Inga underarter finns listade i Catalogue of Life.